# Urga (groupe)
Urga est un groupe de musique suédois, composé des chanteuses Irya Gemyner et Savannah Agger, qui a sorti plusieurs albums sous le label suédois Silence Records. Un aspect notable de la musique du groupe est l'utilisation d'un langage inventé appelé «Urganska». Ils ont également joué dans Cirkus Cirkör, l'une des principales compagnies de cirque de Scandinavie.

## Discographie

### Albums
- Ur Kaos Föds Allting (1997)
- Etanol (1998)
- Urgasm (2000)

### Singles
- Loco